# Theodor Däubler
Theodor Däubler (Trieste, 17 agosto 1876 – St. Blasien, 13 giugno 1934) è stato uno scrittore e poeta austriaco.
Nato a Trieste, all'epoca il principale porto dell'Impero austro-ungarico, il padre era un uomo d'affari originario della Svevia mentre la madre era slesiana. Passò la sua giovinezza tra Trieste e Venezia crescendo in un contesto familiare e sociale perfettamente bilingue italiano-tedesco.
Dopo la laurea si trasferì assieme alla famiglia a Vienna dove rimase per poco tempo per iniziare un pellegrinaggio che lo portò a visitare le principali città europee tra le quali Napoli, Berlino, Parigi e Firenze. In questo periodo divenne uno dei più importanti esponenti dell'Espressionismo grazie al suo Poema epico L'aurora boreale (Das Nordlicht) scritto durante il suo viaggio in Italia, ricco di immagini, suoni, concetti religiosi e filosofici. Il poema, costituito di oltre 30.000 versi, venne scritto in collaborazione con lo storico e ideologo Arthur Moeller van der Bruck, ed è il racconto epico di un'epoca mitica e ancestrale in cui la Terra era unita al Sole, rispettivamente rappresentanti il principio femminile e maschile.
Däubler visitò oltre che l'Europa anche il Medio Oriente viaggi che influenzarono le sue opere che mischiano elementi cristiani e pagani, la cultura classica Mediterranea e quella nordica e oriente e occidente.
Per le sue opere è stato insignito del Premio Goethe, è stato un membro dell'Accademia delle Arti e presidente della sezione tedesca del PEN Club.
Importanti furono anche i suoi saggi di critico d'arte, tra i quali si annoverano Il nuovo punto di vista (1917) e In lotta per l'arte moderna (1919).
Däubler è morto, dimenticato e in povertà, nel 1934 a St. Blasien a causa di una malattia polmonare.

## Opere
- L'aurora boreale (Das Nordlicht) (1910)
- Odi e canti (Oden und Gesänge) (1913)
- Wir wollen nicht verweilen (1914)
- Hesperien. Eine Symphonie I (1915)
- Der sternhelle Weg (1915)
- Inno all'Italia (Hymne an Italien) (1916)
- Hymne an Venedig (1916)
- Mit silberner Sichel (1916)
- Der Standpunkt (1916)
- Im Kampf um die moderne Kunst (1919)
- Die Treppe zum Nordlicht (1920)
- Die Perlen von Venedig (1921)
- Der unheimliche Graf / Der Werwolf / Die fliegenden Dichter (1921)
- Il sacro monte Athos (Der heilige Berg Athos) (1923)
- Päan und Dithyrambos (1924)
- Attische Sonette (1924)
- Der Schatz der Insel (1925)
- Aufforderung zur Sonne (1926)
- Bestrickungen Raccolta di novelle (1927)
- L'Africana (1928)
- La retata (Der Marmorbruch) (1930)
- Die Göttin mit der Fackel (1931)

## Opere in italiano
- Siora Maddalena, presentazione di Aldo Napolitano, prefazione di Lorenza Rega, traduzione di Marella Magris, Istituto giuliano di storia, cultura e documentazione, Trieste 2010;
- L'aurora boreale - Autointerpretazione, a cura di Luigi Garofalo, con testo tedesco a fronte, Marsilio, Venezia 2022.
- L'aurora boreale - Prima parte. Mediterraneo, a cura di Luigi Garofalo, con testo tedesco a fronte nella versione poetica di Paolo Ruffilli, Marsilio, Venezia 2023.